# Carnoustie
Carnoustie (gael. Càrn fheusta) – miasto w Szkocji, w Angus, położone nad wybrzeżem Morza Północnego.
Założone pod koniec wieku XVIII, gwałtownie rozrosło się w XIX wieku pod wpływem rozwoju przemysłu włókienniczego. We wczesnej epoce wiktoriańskiej miasto było popularnym miejscem turystycznym. Od połowy XX wieku miejsce jest powiązane z golfem.